# Балашов, Борис Александрович
Бори́с Алекса́ндрович Балашо́в (7 декабря 1927, Саратов — 20 января 1974, Москва) — главный редактор журнала «Филателия СССР» (1968—1974).

## Биография
Родился в 1927 году в семье рабочего. Трудовую жизнь начал на одном из саратовских заводов, где работал строгальщиком, а затем электромонтёром.
После окончания Саратовского государственного университета имени Н. Г. Чернышевского был на руководящей комсомольской работе: заведующий отделом Саратовского обкома ВЛКСМ, секретарём Балашовского обкома и редактором областной молодёжной газеты «Комсомолец» (г. Балашов).
С 1958 по 1961 год работал заведующим сектором печати, затем заместителем заведующего отделом пропаганды и агитации ЦК ВЛКСМ.
С 1961 по 1968 год — заместитель главного редактора журналов «Молодая гвардия» и «Советский экран».
С апреля 1968 года в качестве главного редактора возглавлял журнал «Филателия СССР».
С 1969 года входил в редколлегию ежегодника «Советский коллекционер».